# Zimowe Igrzyska Azjatyckie 2003
V Zimowe Igrzyska Azjatyckie odbyły się w  Japonii, w Aomori w dniach 1 lutego-8 lutego 2003 roku. Startowało 641 sportowców którym rozdano 51 kompletów medali w 10 dyscyplinach.
Zawodnikiem Zimowych Igrzysk Azjatyckich 2003 został jeden z licznych reprezentantów gospodarzy - Japoński biathlonista Hironao Meguro (zdobywca 3 złotych medalów: w sprincie, w biegu pościgowym oraz w sztafecie) będący bratem również biathlonistki - Kanae Meguro.

## Maskotka
Maskotka o imieniu Winta była czerwonowłosym pingwinem w białych rękawiczkach i butach oraz mającym szalik wyglądający jak Japońska flaga. Na świecie zakupiono ponad 55 tysięcy sztuk tej maskotki.

## Dyscypliny
- Narciarstwo alpejskie (4)
- Biathlon (6)
- Biegi narciarskie (7)
- Curling (2)
- Jazda figurowa na lodzie (4)
- Narciarstwo dowolne (2)
- Hokej na lodzie (2)
- Short track (10)
- Skoki narciarskie (2)
- Łyżwiarstwo szybkie (9)
- Snowboard (mężczyźni) (3)

Sporty pokazowe
- Snowboard (żeński) (3)

## Areny
- Ajigasawa
  - Arena Narciarska - narciarstwo dowolne, snowboard,
- Aomori
  - Sportowy Kompleks Miasta Aomori - curling,
  - Prefekturalne Lodowisko Aomori - jazda figurowa na lodzie,
- Hachinohe
  - Park Łyżwiarstwa Szybkiego Nagane - łyżwiarstwo szybkie,
  - Lodowisko Niida - hokej na lodzie (męski),
- Iwaki
  - Generalny Park Atletyczny Iwaki - biathlon,
- Misawa
  - Lodowa Arena Misawa - hokej na lodzie (żeński), short track, łyżwiarstwo szybkie,
- Owani
  - Park Atletyczny Ajara - biegi narciarskie,
  - Narciarska Arena Owani Onsen - narciarstwo alpejskie,
  - Skocznia Narciarska Takinosawa - skoki narciarskie.

## Reprezentacje
- Bangladesz (1)
- Bhutan (1)
- Chińska Republika Ludowa(175)
- Hongkong (2)
- Indie (14)
- Iran(23)
- Japonia (237)
- Kazachstan(140)
- Kirgistan(2)
- Korea Południowa(197)
- Kuwejt (2)
- Liban (11)
- Makau (4)
- Malezja (2)
- Mongolia (58)
- Nepal (6)
- Pakistan (10)
- Palestyna (2)
- Korea Północna (51)
- Katar (6)
- Singapur (1)
- Sri Lanka (1)
- Tajlandia (42)
- Tadżyksitan (15)
- Turkmenistan (2)
- Chińskie Tajpej (26)
- Uzbekistan (6)
- Wietnam (1)

## Klasyfikacja medalowa
| Zimowe Igrzyska Azjatyckie 2003 Klasyfikacja Medalowa |                          |       |         |         |       |
| miejsce                                               | państwo                  | Złoty | Srebrny | Brązowy | Razem |
| 1                                                     | Japonia                  | 24    | 23      | 20      | 67    |
| 2                                                     | Korea Południowa         | 10    | 8       | 10      | 28    |
| 3                                                     | Chińska Republika Ludowa | 9     | 11      | 13      | 33    |
| 4                                                     | Kazachstan               | 7     | 7       | 6       | 20    |
| 5                                                     | Liban                    | 1     | 1       | 0       | 2     |
| 6                                                     | Korea Północna           | 0     | 1       | 1       | 2     |
| 7                                                     | Uzbekistan               | 0     | 0       | 1       | 1     |
|                                                       | razem                    | 51    | 51      | 51      | 153   |